# آكن
آكن (بالألمانية: Aken (Elbe)) هي بلدة ألمانية ومدينة تقع في ألمانيا في أنهالت بيترفيلد. يقدر عدد سكانها بـ 8,917 نسمة.

## المدن التوأمة
مدن إرفيته وAnor هي مدن توأمة لـآكن.

## أعلام
- ألفرد شتوك
- إميلي فينكلمان